# NGC 1366
NGC 1366 é uma galáxia {{{typ}}} localizada na direcção da constelação de Fornax. Possui uma declinação de -31° 11' 36" e uma ascensão recta de 3 horas, 33 minutos e 53,6 segundos.
A galáxia NGC 1366 foi descoberta em 9 de Outubro de 1790 por William Herschel.